# Mohamed Daoudou
Mohamed Daoudou (geb. 24. November 1973 in Moroni) ist ein Politiker in den Komoren.

## Leben
Mohamed Daoudou wurde am 24. November 1973 in Moroni geboren. Er diente als Innenminister vom 2. Juni 2016 bis zum 26. August 2021. Bereits 2016 hatte sich Daoudou für die Präsidentenwahlen 2016 aufstellen lassen, wo er mit 4 % der Stimmen auf die siebte Stelle von 25 Kandidaten kam. Im November 2023 erklärte Daoudou offiziell seine Kandidatur für die Präsidentschaftswahl am 14. Januar 2024. Im Mai 2024 wurde Daoudou von der Polizei verhaftet und wegen verschiedener Vergehen angeklagt, unter anderem Widerstand gegen die Staatsgewalt.